# Aisai

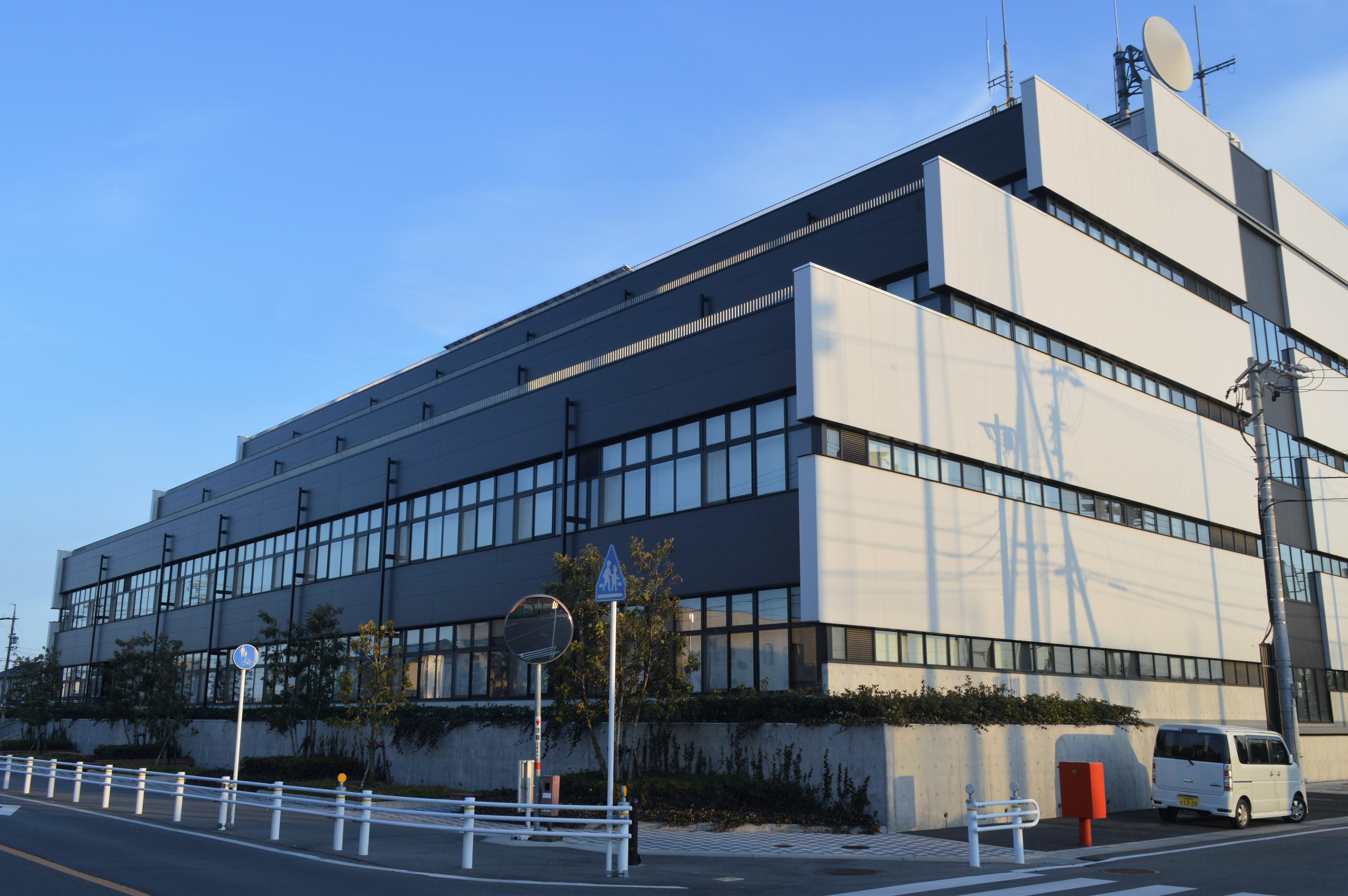
Aisai city hall

Aisai (jap. 愛西市 Aisai-shi) ist eine kreisfreie Stadt in der Präfektur Aichi auf der japanischen Hauptinsel Honshū.

## Geschichte
Am 1. April 2005 schlossen sich die Gemeinden Saya, Tatsuta, Hachikai und Saori zur Stadt Aisai zusammen.　Der Stadtname setzt sich aus den Kanji ai von Aichi und sai (=West) zusammen, da die Stadt ganz im Westen der Präfektur Aichi liegt.

## Geografie
Aisai liegt westlich von Nagoya.
Im Westen der Stadt verläuft der Fluss Kiso, der hier die Grenze zu den Präfekturen Gifu und Mie ist. Weite Teile des Stadtgebietes liegen unter dem Meeresspiegel.

## Verkehr
- Zug:
  - JR Central Kansai-Hauptlinie mit dem Bahnhof Eiwa.
  - Meitetsu Bisai-Linie mit den Bahnhöfen Fuchidaka, Machikata, Hibino und Saya.
  - Meitetsu Tsushima-Linie mit den Bahnhöfen Shobata und Fujinami.

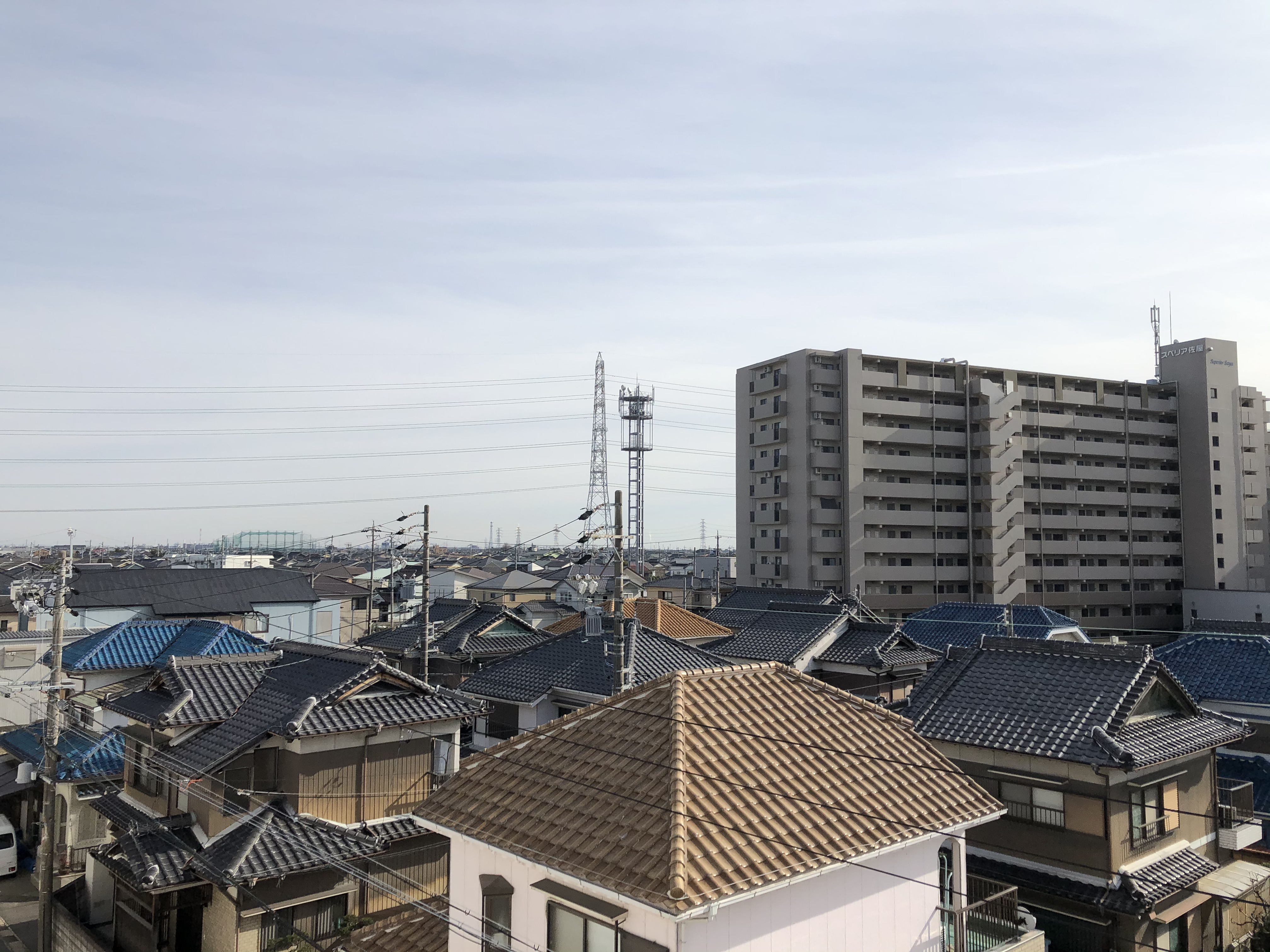
Saya station area(Aisai)

- Straße:
  - Nationalstraßen 1 und 155

## Töchter und Söhne der Stadt
- Yokoi Shōichi (1915–1997), Feldwebel der kaiserlichen Armee, der bis 1972 in einem Versteck in Guam lebte
- Katō Takaaki (1860–1926), Premierminister 1924–1926

## Angrenzende Städte und Gemeinden
- Präfektur Aichi
  - Tsushima
  - Inazawa
  - Yatomi
  - Kanie
  - Ama
- Präfektur Gifu
  - Kaizu
- Präfektur Mie
  - Kuwana